# 페르난다 모타
페르난다 모타(Fernanda Motta, 1981년 5월 29일 ~ )는 브라질의 모델, 텔레비전 사회자이다.